# パイロットとスチュワーデス
パイロットとスチュワーデスは日本の音楽ユニットの名前。

## メンバー
- 桜井和寿（Mr.Children）
- KAN

## 概要
- 2006年11月に開催された「LuckyRaccoonNight vol.1」のために結成。
- 役割は桜井が「機長」、KANが「チーフパーサー」。
- 演奏時では桜井がパイロット、KANがスチュワーデスに扮する。
- 2008年5月開催の「LuckyRaccoonNight vol.2」にも出演予定。